# Ludwig Heinrich von Bojanus

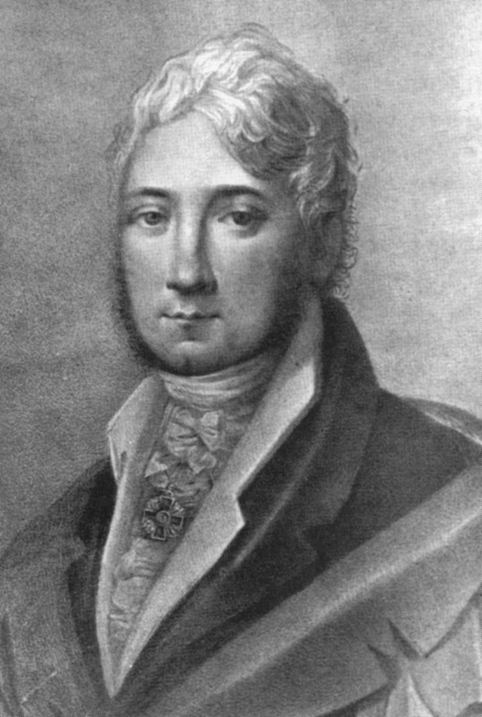
Ludwig Heinrich von Bojanus

Ludwig Heinrich von Bojanus (* 16. Juli 1776 in Buchsweiler, Grafschaft Hanau-Lichtenberg, Elsass; † 2. April 1827 in Darmstadt) war ein deutscher Zoologe.

## Leben
Bojanus studierte in Darmstadt und an der Universität Jena. Er unterrichtete als Hochschullehrer an der damals russischen Universität Vilnius. In seinen wissenschaftlichen Arbeiten beschäftigte er sich unter anderem mit Auerochsen, Schlangen und Schildkröten und verfasste das Werk Anatome Testudinis Europaeae. Im Bereich der Organe der Weichtiere wurde das Organ Bojanus nach ihm benannt, das die Funktion einer Niere bei Weichtieren hat. Ihm zu Ehren wurde auch das Artepitheton des bisher größten bekannten Säugetiers der Trias, Lisowicia bojani, benannt.
1814 wurde er korrespondierendes Mitglied der Petersburger Akademie der Wissenschaften. 1818 wurde er Mitglied der Leopoldina.